# Technology Readiness Level
Technology Readiness Level (TRL) är en beteckning för en teknologis mognadsgrad och tillhörande teknologisk risk. Inom forskningsintensiva verksamheter används teknikmognadsnivåer för att bekräfta vilka aktiviteter som behövs för att implementera forskningsresultaten i nya produkter/processer.
Begreppet har sitt ursprung i den amerikanska rymdflygstyrelsen NASA och har anamats av den europeiska rymdfartsstyrelsen som har utfärdat en liknande modell. Detta har spridit sig till fler områden med höga krav på verifiering och validering och är vedertaget inom flygindustrin och andra forskningsintensiva branscher, där de specifika definitionerna anpassats till respektive bransh.

## Tabell
| TRL | Ursprunglig definition                                                          | ! NASAs nuvarande                                                                                        | Europeiska Unionens |
| --- | ------------------------------------------------------------------------------- | --- | --- |
| 1   | Grundläggande principer observerade och noterade.                               | Grundläggande principer observerade och noterade.                                                        | Grundläggande principer observerade.                                                                                          |
| 2   | Möjliga tillämpningar bekräftade.                                               | Teknologiskt koncept eller tillämpning beskriven.                                                        | Teknologiskt koncept beskrivet.                                                                                               |
| 3   | Demonstration genomförd, analytiskt eller experimentellt.                       | Analytisk och expreimentell konceptutvärdering av vitala funktioner och/eller karatäristiska egenskaper. | Experimentell tillämpning prövad.                                                                                             |
| 4   | Komponent och/eller Kopplingsdäck laboratorietestat.                            | Komponent och/eller kopplingsdäck utprovat i laboratorium.                                               | Tekniken validerad i laboratorium.                                                                                            |
| 5   | Komponent och/eller Kopplingsdäck utprovad i simulerad eller verklig rymdmiljö. | Komponent och/eller kopplingsdäck utprovat i relevant miljö.                                             | Tekniken utprovad och bekräftad i relevant (industri)miljö.                                                                   |
| 6   | Systemet utprovat i simulerade rymdförhållanden.                                | Modell eller prototyp av (under)system förevisat i relevant miljö (Jorden eller rymden).                 | Tekniken uppvisad i relevant (industri)miljö.                                                                                 |
| 7   | Systemet utprovat i verkliga rymdförhållanden.                                  | Systemprototyp förevisad i rymdmiljö.                                                                    | Systemprototyp uppvisad i avsedd miljö.                                                                                       |
| 8   | -                                                                               | Färdigt system färdigt och godkänt genom tester och uppvisningar. (Jorden eller rymden).                 | Systemet komplett och utvärderat.                                                                                             |
| 9   | -                                                                               | Färdigt system bevisat genom framgångsrik användning i verkligt uppdrag.                                 | Systemet använt i verkliga förhållanden (industriteknik i konkurrens med andra företag, eller i rymden) och befunnet adekvat. |

## Utvärderingsverktyg
Amerikanska Air Force Research Laboratory har utvecklat ett verktyg för beräkning av TRL, Technology Readiness Level Calculator. Detta verktyg baseras på Microsoft Excel och består av en uppsättning frågor, där resultatet är en grafisk översikt av uppnådd TRL-nivå. Verktyget är menat att ge en ögonblicksbild av en teknologis mognadsgrad vid en given tidpunkt.